# 86街車站 (IRT萊辛頓大道線)
86街車站（英語：86th Street station）是紐約地鐵IRT萊辛頓大道線一個快車地鐵站，位於曼哈頓上東城萊辛頓大道和86街交界，設有4號線（任何時候停站）、5號線（任何時候停站（深夜除外））、6號線（任何時候停站）列車服務，而繁忙時段的尖峰方向還有開行<6>列車。

## 車站結構
| G           | 街道               | 出入口                                                                                    |
| B1 慢車月台 | 東夾層             | 往北行月台出入口                                                                          |
| B1 慢車月台 | 側式月台，右側開門 |                                                                                           |
| B1 慢車月台 | 北行               | 往佩勒姆灣公園（ 往帕克徹斯特（黃昏尖峰時段））（96街） · 深夜時往伍德羅恩（96街）        |
| B1 慢車月台 | 南行               | 往布魯克林橋-市政府（77街） · 深夜時往新地段大道（77街）                                  |
| B1 慢車月台 | 側式月台，右側開門 |                                                                                           |
| B1 慢車月台 | 西夾層             | 往南行月台出入口                                                                          |
| B2 快速月台 | 側式月台，右側開門 | 側式月台，右側開門                                                                        |
| B2 快速月台 | 北行快速           | 往伍德羅恩（125街） · 往代里大道/涅雷大道（125街）                                        |
| B2 快速月台 | 南行快速           | 往皇冠高地-猶提卡大道（59街） · 平日往夫拉特布殊大道-布魯克林學院、週末往滾球綠地（59街） |
| B2 快速月台 | 側式月台，右側開門 |                                                                                           |

此地下車站於1918年7月17日作為IRT萊辛頓大道線北延一部分啟用，分為兩層，每層各設有兩個側式月台和兩條軌道。上層服務慢車軌道而下層則服務快車軌道。深夜時不設快車服務，該段時間下層將關閉。兩側各設有三條樓梯連接。
月台之間不設跨線橋或下通道，導致此站成為紐約地鐵其中一個無法反方向轉乘的快車地鐵站（另外兩個分別是IND福爾頓街線的諾斯特蘭大道車站以及IND卡爾弗線的卑爾根街車站，但其下層是關閉的）。

## 外部連結
- nycsubway.org—IRT East Side Line: 86th Street
- nycsubway.org — Happy City Artwork by Peter Sis (2004)（页面存档备份，存于）
- Station Reporter — 4 Train
- Station Reporter — 5 Train
- Station Reporter — 6 Train
- MTA's Arts For Transit — 86th Street (IRT Lexington Avenue Line)
- 86th Street northbound entrance from Google Maps Street View（页面存档备份，存于）
- 86th Street southbound entrance from Google Maps Street View
- Platforms from Google Maps Street View （页面存档备份，存于）